# Fanciullo con canestro di frutta
Il Fanciullo con canestra di frutta è un dipinto a olio su tela realizzato tra il 1593 ed il 1594 dal pittore italiano Caravaggio e conservato nella Galleria Borghese di Roma.

## Storia
Il dipinto appartiene al primo periodo romano di Caravaggio. In particolare, esso è riferibile al periodo in cui collaborò col Cavalier d'Arpino, dipingendo "fiori e frutti". L'ipotesi che il dipinto risalga a questo periodo sembrerebbe trovare conferma nel fatto che il Fanciullo con la canestra di frutta fu sequestrato assieme al Bacchino malato e al Ragazzo che monda un frutto: questi erano tutti dipinti che si trovavano nella bottega del Cavalier d'Arpino e, nel 1607, vennero requisiti dagli emissari di Papa Paolo V per motivi fiscali. Fu lo stesso papa a fare dono del dipinto al nipote cardinale Scipione Caffarelli-Borghese, noto e avido collezionista. Fu così che il dipinto divenne parte della collezione dell'odierna Galleria Borghese.
Tuttavia, alcuni studiosi ipotizzano che il dipinto possa risalire al periodo immediatamente successivo a quello della collaborazione con il Cavalier d'Arpino, e cioè a quando Caravaggio e il sedicenne pittore siciliano Mario Minniti sperarono di rendersi più autonomi, fornendo dipinti al mercante d'arte Costantino. Sulla scia di questa proposta di datazione, fu ipotizzato che il ragazzo ritratto nel dipinto fosse proprio lo stesso giovane Minniti. Tuttavia, l'affascinante ipotesi non ha, ad oggi, trovato un definitivo riscontro documentale e, conseguentemente, l'identità del ragazzo nel dipinto rimarrebbe ancora ignota. Il ragazzo è vestito da una semplice camicia bianca cascante, lasciando scoperta la spalla destra e gran parte del collo. Sta sensualmente reggendo una canestra traboccante di frutti di ogni tipo: vi troviamo pomi, grappoli d'uva fulgidi e ancora umidi di brina, insieme a varie foglie. Si tratta questa di una vanitas, ovvero una riflessione sull'inesorabilità dello scorrere del tempo, alla caducità della vita e alla natura effimera dei beni mondani.
Notevole, in quest'opera, l'estremo realismo con cui Caravaggio realizza ogni dettaglio: il fanciullo non è idealizzato e ha i lineamenti propri dei ragazzi del tempo, e perfino la frutta è priva di interpretazioni estetizzanti, presentando tutte quelle imperfezioni che si ritrovano in natura. Questo quadro, infine, rivela la meditata riflessione di Caravaggio sugli archetipi antichi, specialmente sulla pittura di Lorenzo Lotto, di Vincenzo Campi, di Ambrogio Figino, di Tiziano e dei pittori fiamminghi.

## Iconografia e iconologia
Il Moir afferma che il dipinto è un contrasto fra luce e ombra: una finestra posta in alto sulla sinistra lascia penetrare nella stanza un raggio di luce che illumina, facendo scivolare sulla parete, il ragazzo, il rigoglioso cesto di frutta, la manica della camicia, la sensuale spalla scoperta e il volto languido, mentre l'ombra, il segno scuro è dato dai capelli e dalla proiezione sulla parete dell'ombra della cesta. " Il risultato è un'enfatizzazione della tangibilità degli oggetti nello spazio delicatamente velato, il quale conferma l'illusione visiva e allo stesso tempo l'autenticità dell'episodio che non è più una creazione della fantasia del pittore, bensì una trascrizione della sua esperienza". Si tratta, dunque, di mostrare l'esperienza tattile delle "cose naturali". Per la Gregori" Il soggetto corrisponde a ciò che appare, un giovane venditore, in un canestro, mescolate alle foglie ancora fresche, delle frutta, la cui verità è esaltata dalla mirabile brillantezza dei colori". Secondo Bologna Caravaggio prende tutta la natura, fiori, frutti, figure " per oggetto del suo pennello" compiendo un'operazione del tutto avanzata: quella dell'osservazione diretta, la stessa che i nuovi scienziati, come Galileo, " venivano conducendo sulle manifestazioni e sulla struttura del mondo naturale". Hermann Fiore pensa che l'artista abbia tenuto presente anche la tradizione latina degli xenia, regali in forma di frutti e ortaggi che nelle case aristocratiche dei romani erano offerti agli ospiti.  Secondo la stessa studiosa è possibile che il giovane possa essere una personificazione in chiave contemporanea del dio Vertunno. 
La natura morta a Roma si innesta su esperienze nord europee e lombarde; un primo dipinto è quello della Galleria Borghese attribuito al cosiddetto Maestro di Hartford, Ortaggi, frutta e fiori , più o meno post 1593 e proveniente anch'esso dal sequestro di dipinti fatto al Cavalier d'Arpino, che si è voluto accostare anche al Caravaggio, ma come è stato possibile accertare dai rilevamenti diagnostico-radiografici, sembra essere a lui del tutto estraneo. 
Al di là dell'interesse figurativo per frutta ed ortaggi visti nel contesto del mercato come nelle opere dei fratelli Campi e per la natura delle " macellerie" dei Carracci, Caravaggio concentra la sua attenzione sulla figura umana associata alla natura offerta o mostrata e guardando con grande attenzione realistica ai singoli oggetti e alla loro esperienza tattile e si pensi alla compattezza delle mele, alla rotondità degli acini d'uva umidi, alla morbida carnosità dei fichi. 
Caravaggio avrà avuto certamente modo, quando in Lombardia presso la bottega del Peterzano a Milano, di vedere e studiare le opere dei cremonesi fratelli Campi che mostrano, in più di un dipinto, la presenza dell'abbondanza della natura nel mercato ortofrutticolo; ad esempio, nella Fruttivendola di Vincenzo Campi, del 1580, oggi alla Pinacoteca di Brera di Milano. Nell'opera vediamo due personaggi, uno femminile, la fruttivendola e uno maschile, un aiutante. Davanti a loro ogni ben di dio di verdure, frutti freschi e secchi. Il dipinto ha una duplice funzione: da una parte mostra l'abbondanza e la ricchezza del mercato, anche con attenzione realistica, dall'altra però è palese un significato erotico: La donna ha in grembo una zucca spaccata, mentre l'uomo tiene in mano un mazzetto di porri che hanno significato di attributo virile e infila un dito nell'orecchio, che nell'antico linguaggio dei gesti ha un significato sessuale. A completare questa interpretazione è poi, sul fondo un uomo che sull'albero getta dei frutti nel grembo della donna in basso. Si tratta dunque di una esplicita allegoria sessuale in cui gesti, immagini e frutti hanno valenza erotica, per altro comprensibile dal pubblico del tempo. Un valore diverso, invece, ha il bellissimo dipinto di Giovanni Ambrogio Figino, Piatto metallico con pesche e foglie di vite , databile alla fine del 500 e in collezione privata; l'allegoria è presente anche qui, ma non è un'allegoria erotica, si tratta invece del tema simbolico della Vanitas , dove alle foglie di vite che ingialliscono le pesche restano, sembra, eternamente mature, mantenendo una consistenza che sfida il tempo e gareggia con la materia più dura, indistruttibile, del vassoio di metallo. Simbolismo erotico e vanitas , sono dunque sottintesi in questi primi esempi di nature morte. 
Caravaggio sembra avere più attenzione per l'allegoria dello scorrere del tempo e della vanitas, ad esempio nella Canestra di frutta dell'Ambrosiana. Ma anche l'allegoria erotica non gli è estranea: il giovane ha un'espressione languida e femminea, ha la bocca semiaperta, le labbra rosse, il volto piegato a sinistra, le guance arrossate, la spalla nuda ed esposta. Una lettura in chiave omoerotica, porta a sostenere che il ragazzo non offre la frutta, ma se stesso; l'abbondanza e la bontà dei frutti fanno pendant con la bontà erotica espressa dal giovane. Ed in questo senso la canestra stretta al seno potrebbe essere un indice simbolico della lussuria. Ma anche qui il segno del tempo, della caducità è lo stesso presente: i frutti proposti come doni ( e in questo senso lo stesso giovane ), sono transitori, destinati a finire, come la foglia ingiallita che si piega in basso al di fuori della canestra. 
Possiamo dunque concludere che Caravaggio non si distacca dalla tradizione allegorica rinascimentale, ma ha il merito di andare oltre, di indagare con scrupolo concreto su quella natura che ha figura, mostrandone la ricchezza e la consistenza di cosa vera e scrupolosamente osservata nel tempo.